# Auge (Creuse)
Auge ist eine Gemeinde in Frankreich. Sie gehört zur Region Nouvelle-Aquitaine, zum Département Creuse, zum Arrondissement Aubusson und zum Kanton Évaux-les-Bains. 

## Geographie
Sie grenzt im Norden an Verneiges, im Osten an Lépaud, im Süden an Lussat und im Westen an Bord-Saint-Georges. Zu Auge gehören die Dörfer L'Age-Vert, La Barraque, La Chaussade, La Côte-d'Auge, La Farge, Huillat, La Maison-Rouge, Moulin-Galamier, La Nourrice, Les Places, Reignemour und Sainte-Marie.

## Bevölkerungsentwicklung

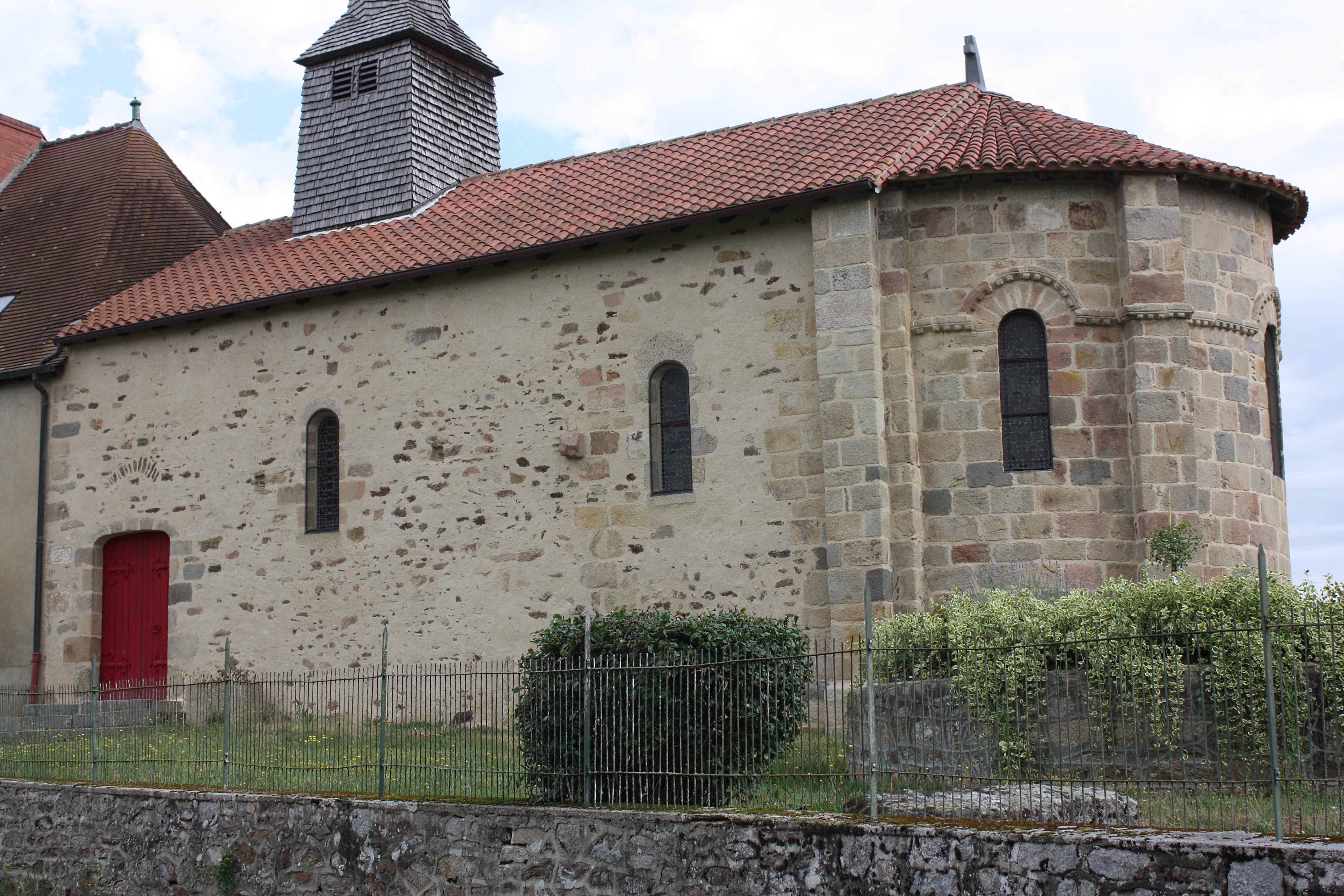
Kirche Saint-Symphorien, Monument historique

| Jahr      | 1962 | 1968 | 1975 | 1982 | 1990 | 1999 | 2007 | 2008 | 2012 | 2013 |
| --------- | ---- | ---- | ---- | ---- | ---- | ---- | ---- | ---- | ---- | ---- |
| Einwohner | 232  | 205  | 149  | 131  | 124  | 109  | 107  | 105  | 104  | 105  |